# 张志祥 (外交官)
张志祥（1938年9月—），祖籍江苏丹徒，生于上海。中华人民共和国外交官。1961年，张志祥毕业于南京大学，后进入伊拉克巴格达大学深造。1963年，进入中华人民共和国外交部工作。1992年，接替臧士雄担任中华人民共和国驻阿曼大使。1996年，由王小庄接任，其改任中华人民共和国驻科威特大使至2001年9月。